# 쌍절곤

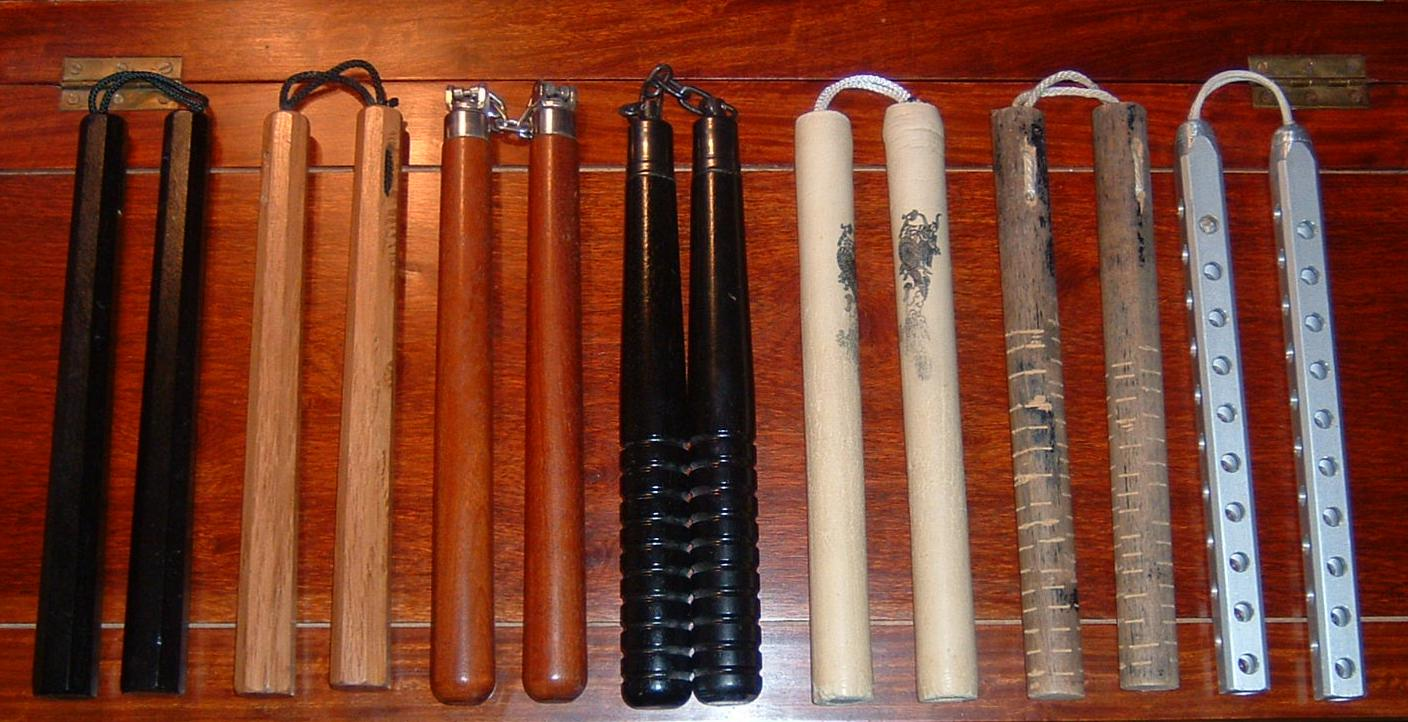
각종 쌍절곤

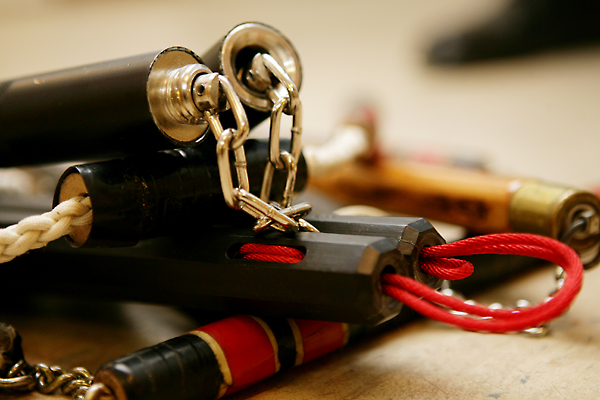
강철 쌍절곤

쌍절곤(雙節棍)은 중국의 무기 중 하나다. 송나라의 태조 조광윤이 처음으로 만들었다고 한다. 일본 오키나와의 무기인 눈차쿠도 쌍절곤과 비슷하여 서양에서는 주로 눈차쿠로 알려져 있다. 이소룡이(용쟁호투, 맹룡과강, 정무문)영화에서 사용한걸로 유명하다.
두 개의 짧은 막대기를 쇠사슬로 연결한 무기이다. 이 막대기가 3개일 경우 삼절곤이라 하고 4개면 사절곤이라고 한다.
실제 전투에 사용되었던 쌍절곤은 연결된 두 개의 봉의 길이가 달랐는데 마상에서 긴 봉을 들고 휘두르는 방식으로 싸웠다. 이를 편곤이라 한다.

## 같이 보기
- 에스크리마
- 편곤
- 유성추
- 필가차